# Bloqueig d'Alemanya (1914-1919)
|  | Aquest article tracta sobre el bloqueig dels Aliats durant la Primera Guerra Mundial . Si cerqueu {{{2}}}, vegeu «[[{{{3}}}]]». |

El bloqueig d'Alemanya, o el bloqueig d'Europa, es van produir entre 1914 i 1919. Va ser una operació naval perllongada duta a terme per les potències aliades durant i després de la Primera Guerra Mundial, en un esforç per restringir el subministrament marítim de mercaderies a les Potències Centrals, que incloïen Alemanya, Àustria-Hongria i l'Imperi Otomà. Es considera un dels elements clau en la victòria eventual dels Aliats en la guerra.
Al desembre de 1918, el Consell de Salut Pública d'Alemanya va afirmar que 763.000 civils alemanys van morir d'inanició i de malalties causades pel bloqueig. Un estudi acadèmic realitzat el 1928 va fixar la xifra de morts a 424.000.
Tant l'Imperi Alemany com el Regne Unit depenien en gran manera de les importacions per alimentar la seva població i el subministrament de la seva indústria de guerra. Les importacions de productes alimentaris i material de guerra de tots els bel·ligerants europeus venien principalment del continent americà, i havien de ser enviades a través de l'oceà Atlàntic. Per tant, la Gran Bretanya i Alemanya van iniciar un bloqueig entre elles.
Els britànics tenien la Royal Navy, que era superior en nombre i podia operar tot arreu a l'Imperi Britànic, mentre que l'alemanya Kaiserliche Marine de superfície estava restringida principalment a la Badia Alemanya, i va utilitzar la guerra al comerç i la guerra submarina sense restriccions per operar a altres llocs.

## Antecedents
Abans de la Primera Guerra Mundial, entre 1905 i 1906, es van dur a terme en Londres una sèrie de reunions relacionades amb la cooperació militar amb França en el cas d'una guerra amb Alemanya. El director d'intel·ligència naval, Charles Ottley, va afirmar que dues de les funcions de la Royal Navy en tal guerra serien la captura de la navegació comercial alemanya i el bloqueig dels ports alemanys. Es va considerar útil el bloqueig per dues raons: obligaria a la marina alemanya a lluitar i seria una arma econòmica contra Alemanya.
El bloqueig alemany va aparèixer formalment en els plans de guerra britànics el 1908, malgrat que estava dividida l'opinió dels oficials sobre la prossibilitat de tal bloqueig. Els plans eren constantment revisats i, el 1914, la Royal Navy era encara dubtava sobre com aplicar el bloqueig.

## El bloqueig
El Regne Unit, amb el seu poder militar superior, estableix el bloqueig d'Alemanya immediatament després de l'esclat de la guerra a l'agost de 1914. El mar del Nord es va declarar «zona de guerra» al novembre de 1914, i els vaixells que entraven en aquest mar ho feien sota la seva responsabilitat.
El bloqueig va ser tan restrictiu que fins i tot els productes alimentaris es van considerar «contraban de guerra». Hi va haver queixes sobre violacions del dret internacional, però els vaixells mercants, la majoria neutrals, acceptaven atracar en els ports britànics per ser inspeccionats i després escortats a través dels camps de mines britànics fins a les seves destinacions, a excepció dels vaixells que transportaven una «càrrega il·legal» destinada a Alemanya. Els alemanys consideraven això com un flagrant intent de matar de fam al poble alemany i volien posar en pràctica mesures de represàlia.
La Patrulla del Nord i la Patrulla de Dover van bloquejar l'accés al mar del Nord i el Canal de la Mànega, respectivament.
El bloqueig també es va fer en detriment de l'economia dels Estats Units d'Amèrica, ja que li van prohibir comerciar amb les Potències Centrals. Sota la pressió dels lobbies industrials que volien negociar amb les dues parts, el govern dels Estats Units va protestar enèrgicament. Gran Bretanya desitjava no estar enutjada amb els estatunidencs, però considerava que era una prioritat el bloqueig comercial de l'enemic. Finalment, la campanya submarina d'Alemanya (en gran part causada pel bloqueig) i l'atac a vaixells estatunidencs, com al RMS Lusitania i a altres vaixells civils, va provocar l'entrada dels Estats Units al bloqueig.
Un informe elaborat pel Gabinet de Guerra britànic, de l'1 de gener de 1917, va informar que molt pocs subministraments podien arribar a Alemanya i als seus aliats pel mar del Nord o per altres zones, com els ports austrohongaresos de l'Adriàtic (bloquejats per la flota francesa des de 1914).

## Els efectes del bloqueig durant la guerra
Els primers informes oficials del bloqueig, escrits pel professor A. C. Bell i pel brigadier general Sir James E. Edmonds, diferien sobre els efectes del bloqueig dels subministraments d'aliments a Alemanya. Bell, que va emprar les dades alemanyes, va argumentar que el bloqueig va conduir a aixecaments revolucionaris en Alemanya i va causar el col·lapse de l'administració del Kaiser. Edmonds, d'altra banda, recolzat pel coronel Irwin L. Hunt (que estava a càrrec dels assumptes civils en la zona ocupada de Renània pels estatunidencs), va sostenir que l'escassetat d'aliments eren un fenomen posterior a l'Armistici causat exclusivament pels efectes de la revolució alemanya de 1918-1919.
Estudis més recents també estan en desacord sobre la gravetat de l'impacte del bloqueig sobre la població afectada en el moment de la revolució i l'armistici. Alguns sostenen que la població de les Potències Centrals va patir fam després de la derrota en 1918, però altres sostenen que mentre que la població alemanya, que efectivament passava gana com a resultat del bloqueig, el sistema de racionament es va mantenir en tota Alemanya i només uns pocs realment van morir de fam. L'èxit d'Alemanya contra els russos en el front oriental, que va culminar amb el Tractat de Brest-Litovsk, va donar a Alemanya l'accés als recursos d'altres territoris de l'est de Polònia que van fer molt per contrarestar els efectes del bloqueig. L'armistici de l'11 de novembre va ser forçat pels esdeveniments en el front occidental en lloc de qualsevol acció de la població civil. També, el principal aliat d'Alemanya, l'Imperi Austrohongarès, ja havia signat un armistici el 3 de novembre de 1918, fet que va exposar a Alemanya a una invasió des del sud.
No obstant això, encara s'accepta que el bloqueig va fer una gran contribució al resultat de la guerra; per a l'any 1915, les importacions d'Alemanya ja havien caigut en un 55% respecte als nivells anteriors a la guerra i les exportacions van ser del 53% del que eren en 1914. A part, com es va produir l'escassetat de matèries primeres vitals, com el carbó i metalls no fèrrics, el bloqueig també va privar a Alemanya de subministrament de fertilitzants que eren vitals per a l'agricultura. Això va provocar cap a la fi de l'any 1916 una escassetat d'aliments bàsics, com cereals, patates, carn i productes lactis, i moltes persones es van veure obligades a consumir ersatz (productes succedanis), com el Kriegsbrot (pa de la guerra) i llet en pols. L'escassetat d'aliments i els disturbis van provocar saqueigs, no només en Alemanya, sinó també en Viena i Budapest; l'escassetat d'aliments es van posar tan malament que Àustria-Hongria va confiscar els vaixells al Danubi que estaven destinats a subministrar aliments a Alemanya.
El govern alemany va fer forts intents de contrarestar els efectes del bloqueig. El Programa d'Hindenburg de la mobilització econòmica alemanya llançat el 31 d'agost de 1916, va ser dissenyat per augmentar la productivitat mitjançant l'ús obligatori de tots els homes entre 17 i 60 anys. Un sistema de racionament complicat, introduït inicialment el gener de 1915, tenia com a objectiu assegurar que les necessitat nutricionals mínimes fossin ateses, amb «cuines de guerra» que proporcionaven menjars barats a les masses empobrides de les ciutats més grans. Tots aquests esquemes van gaudir d'un èxit limitat, i la dieta mitjana diària de 1.000 calories va ser insuficient per mantenir un bon nivell de salut, provocant en 1917 trastorns generalitzats entre la població causats per la malnutrició, com l'escorbut, la tuberculosi i la disenteria.
Les estadístiques oficials alemanyes estimen 763.000 morts civils per desnutrició i malalties causades pel bloqueig d'Alemanya. Aquesta xifra va ser disputada per un estudi acadèmic posterior, que va fixar la xifra de morts a 424.000. El desembre del 1918, un informe del Govern alemany va estimar que el bloqueig era responsable de la mort de 762,796 civils; l'informe afirma que aquesta xifra no inclou les morts a causa de l'epidèmia de grip espanyola de 1918. Es van estimar les dades dels últims sis mesos de 1918. Maurici Parmelle va sostenir que «és molt lluny de ser exacte atribuir al bloqueig de totes les morts que excedeixen per sobre de la mortalitat abans de la guerra», i creia que les xifres d'Alemanya eren «una cosa exagerada». Les reivindicacions alemanyes es van fer en el moment en què Alemanya estava duent a terme una campanya de propaganda per posar fi al bloqueig dels Aliats d'Alemanya després de l'armistici, que va durar des de novembre de 1918 fins al juny de 1919. També, en 1919, Alemanya va plantejar la qüestió del bloqueig aliat per contrarestar els càrrecs contra el l'ús de la guerra submarina alemanya.
El 1928, un estudi acadèmic alemany patrocinat per la Carnegie Endowment for International Peace (Fundació Carnegie per a la Pau Internacional) va proporcionar una anàlisi exhaustiva de les morts de civils alemanyes durant la guerra. L'estudi va estimar en 424.000 les morts de civils majors d'un any en Alemanya relacionades amb la guerra, sense incloure Alsàcia-Lorena, i els autors van atribuir aquestes morts de civils per sobre del nivell anterior a la guerra principalment a l'escassetat d'aliments i combustible en 1917-1918. L'estudi també va estimar un addicional de 209.000 morts per la grip espanyola de 1918. Un estudi patrocinat per la mateixa fundació en 1940 va estimar que el nombre de morts civils alemanys va ser de 600.000. Basant-se en l'estudi alemany abans esmentat de 1928 van sostenir que «una investigació exhaustiva ha portat a la conclusió que el nombre de les morts de civils provinents de la guerra va ser de 424.000, a què cal afegir prop de 200.000 morts causades per l'epidèmia de la grip espanyola».

## El bloqueig després de l'Armistici
El bloqueig es va mantenir durant vuit mesos després de l'armistici del novembre de 1918. D'acord amb la New Cambridge Modern History, les importacions d'aliments a Alemanya van ser controlades pels Aliats després de l'armistici amb Alemanya fins que Alemanya va signar el Tractat de Versalles el 28 de juny de 1919.
El bloqueig total va ser aixecat el 17 de gener de 1919, quan els Aliats van permetre la importació d'aliments sota la seva supervisió. Els Aliats van sol·licitar que el govern alemany enviés als vaixells mercants alemanys que transportaven aliments als ports auxiliars. No obstant això, els alemanys van considerar l'armistici com el cessament temporal de la guerra i es van negar, creient que la lluita esclataria de nou i serien confiscats els seus vaixells.
El Govern alemany va notificar a un representant estatunidenc a Berlín que l'escassetat d'aliments no seria crítica fins al final de la primavera. Els lliuraments d'aliments es van retardar fins a març de 1919, quan el govern alemany va acceptar les restriccions imposades pels Aliats. A partir de març, van arribar a Alemanya els aliments importats d'Amèrica en els vaixells estatunidencs. Les restriccions a les importacions d'aliments van ser finalment aixecades el 12 de juliol de 1919, després que Alemanya signés el Tractat de Versalles.
C. Paul Vincent sosté que per al poble alemany, aquests van ser els mesos més devastadors del bloqueig perquè «en les setmanes i mesos següents a l'armistici, l'estat deplorable d'Alemanya es va deteriorar encara més». No obstant això, Sally Marks creu que les versions alemanyes de la fam pel bloqueig de fam són un «mite»; ella assenyala que, tot i que els alemanys havien negat aliments a Bèlgica i al nord de França durant la guerra fins a portar-los a la inanició, els Aliats no van fer cap esforç per negar aliments a Alemanya. D'acord amb els gràfics, la situació alimentària en 1919 en Bèlgica, nord de França i Polònia va ser pitjor perquè els alemanys havien confiscat les collites.
Un recent estudi acadèmic sosté que no hi ha dades estadístiques per al nombre de morts del període immediatament posterior a l'armistici del novembre de 1918. El Dr. Max Rubner, en un article publicat en abril de 1919, van afirmar que 100.000 civils alemanys havien mort a causa de la continuació del bloqueig d'Alemanya posterior a l'armistici. Al Regne Unit, un activista contra la guerra del Partit Laborista, Robert Smillie, va emetre un comunicat al juny de 1919 que condemnava la continuació del bloqueig, on també va afirmar que havien mort 100.000 civils alemanys.

## Influència posterior
El bloqueig va tenir una gran influència en la política alemanya durant la Segona Guerra Mundial. Els nazis van recordar als alemanys que el bloqueig havia causat una caiguda de la productivitat i que estava involucrat en el col·lapse de l'Imperi Alemany. Per tant, els nazis van fer tot el possible per proporcionar al poble alemany el que necessitaven amb el saqueig dels territoris ocupats. Per tant, el sistema de racionament durant la Segona Guerra Mundial no va ser creat fins al desembre de 1944.